# مانوشار ماركويشفيلي
مانوشار ماركويشفيلي (بالجورجية: მანუჩარ მარკოიშვილი) مواليد 17 نوفمبر 1986 في تبليسي، الجمهورية الجورجية السوفيتية الاشتراكية، هو لاعب كرة سلة جورجي. بدأ مسيرته الاحترافية في سنة 2000. يبلغ طوله 6 قدم 5.75 بوصة (2.0 م).

## المسيرة الاحترافية
لعب مع باطوم من سنة 2000 إلى 2002، ثم لعب مع تريفيزو لكرة السلة في الدوري الإيطالي من سنة 2002 إلى 2004، ثم لعب مع بالاكانسترو كانتو من سنة 2009 إلى 2013، ثم لعب مع غلطة سراي لكرة السلة في الدوري التركي في موسم 2013–2014، ثم لعب مع نادي سسكا موسكو لكرة السلة في الدوري الروسي في موسم 2014–2015.

## روابط خارجية
- مانوشار ماركويشفيلي على موقع الاتحاد الدولي لكرة السلة (الإنجليزية)
- مانوشار ماركويشفيلي على موقع الدوري الأوروبي لكرة السلة (الإنجليزية)
- مانوشار ماركويشفيلي على موقع كرة السلة الأوروبية.كوم (الإنجليزية)
- مانوشار ماركويشفيلي على موقع DraftExpress.com (الإنجليزية)
- مانوشار ماركويشفيلي على موقع ريلجم (الإنجليزية)
- مانوشار ماركويشفيلي على موقع بروبوليرز (الإنجليزية)
- مانوشار ماركويشفيلي على موقع سبورتس رفرنس (الإنجليزية)